# Monumen Nasional
Monumen Nasional, ungefär "Nationalmonumentet", ofta förkortat Monas, är ett 132 m högt torn på Medekatorget i Jakarta i Indonesien. Det började byggas i augusti 1961 av dåvarande presidenten Sukarno, till minne av Indonesiens kamp för självständighet. Det stod klart 1975, när det öppnades för allmänheten, och nästan tio år efter att Sukarno störtats. Tornet har formen av en obelisk med en utsiktsplattform på höjden 155 meter och en förgylld eldsflamma på toppen.
I muren runt gården närmast tornet finns reliefer som beskriver Indonesiens historia från forntid till modern tid och i tornets fundamnet har Indonesiens historiska museum bland annat en diorama-utställning om landets historia, kampen för självständighet och dess bevarande. I Ruang Kemerdekaan, ungefär Frihetssalen, finns Indonesiens självständighetsförklaring och den läses upp av Sukarno ur en radioinspelning från 1945.